# Eupterote liquidambaris
Eupterote liquidambaris är en fjärilsart som beskrevs av Clayton Dissinger Mell 1930. Eupterote liquidambaris ingår i släktet Eupterote och familjen Eupterotidae. Inga underarter finns listade i Catalogue of Life.